# 庞波切陨击坑
庞波切陨击坑（Pangboche）是火星塔尔西斯区的一座年轻撞击坑，其中心坐标位于奥林帕斯山顶附近的北纬17.47度、西经133.4度处，直径10公里。它的名称取自尼泊尔庞波切村，2006年被国际天文联合会行星系统命名工作组批准接受。
该陨坑平均深度为954米，壁沿高度在80至240米之间不等。它形成于奥林帕斯山侧面的年轻熔岩流中，其形态与月球陨石坑非常相似，可能由于大气和所在地层中都缺乏挥发物，它缺少存在挥发物的特征，包括层状喷射物和叶状流。庞波切陨击坑是一座复杂的撞击坑，有一层平坦的坑底和数道阶坡，估计它的地质龄不超过2.4亿年。